# Joseph Reed
Joseph Reed (Trenton, 27 agosto 1741 – Filadelfia, 5 marzo 1785) è stato un politico statunitense.
Aiutante generale di George Washington dal 1776, nel 1778 assunse la presidenza del Supremo consiglio della Pennsylvania, abolendo la schiavitù.